# Marcia Brown
Marcia Joan Brown (* 13. Juli 1918 in Rochester, New York; † 28. April 2015 in Laguna Hills, Kalifornien) war eine US-amerikanische Autorin und Illustratorin von Kinderbüchern.

## Leben
Marcia Brown konnte aus finanziellen Gründen nicht Ärztin werden, deshalb entschied sie sich für den Beruf einer Lehrerin. Sie studierte am New York State College for Teachers und unterrichtete an der Cornwall High School. Nach drei Jahren gab sie den Lehrerberuf auf, übersiedelte nach New York City und wurde Kinderbuchautorin und -illustratorin.

## Auszeichnungen
- 1955 Caldecott Medal für Cinderella, or the Little Glass Slipper, Text von Charles Perrault
- 1962 Caldecott Medal für Once a Mouse… A Fable Cut in Wood
- 1966 Lewis Carroll Shelf Award für Once a Mouse… A Fable Cut in Wood
- 1977 Regina Medal
- 1983 Caldecott Medal für Shadow, Text von Blaise Cendrars
- 1992 Laura Ingalls Wilder Award der American Library Association für große Verdienste in der Kinderliteratur